# Liste des distinctions de Wham!
Ceci est la liste des récompenses et nominations que le groupe Wham! a reçues durant sa carrière.

## American Music Awards(États-Unis)
| Année | Travail nommé    | Catégorie                               | Résultat   |
| ----- | ---------------- | --------------------------------------- | ---------- |
| 1986  | Wham!            | Meilleurs clips pop rock pour un groupe | Lauréat    |
| 1986  | Careless Whisper | Meilleur single pop rock                | Nomination |

## Brit Awards(Royaume-Uni)
| Année | Travail nommé               | Catégorie                                | Résultat   |
| ----- | --------------------------- | ---------------------------------------- | ---------- |
| 1984  | Wham!                       | Révélation britannique                   | Nomination |
| 1985  | Wham!                       | Meilleur groupe britannique              | Lauréat    |
| 1985  | Wake Me Up Before You Go-Go | Meilleure vidéo britannique              | Nomination |
| 1985  | Last Christmas              | Meilleure vidéo britannique              | Nomination |
| 1986  | Wham!                       | Contribution exceptionnelle à la musique | Lauréat    |

## Juno Awards (Canada)
| Année | Travail nommé               | Catégorie                       | Résultat   |
| ----- | --------------------------- | ------------------------------- | ---------- |
| 1985  | Make It Big                 | Album international de l'année  | Nomination |
| 1985  | Careless Whisper            | Single international de l'année | Nomination |
| 1985  | Wake Me Up Before You Go-Go | Single international de l'année | Nomination |